# Gjersvika
Gjersvika est une localité du comté de Nordland, en Norvège.

## Géographie
Administrativement, Gjersvika fait partie de la kommune de Rødøy.